# Elephantomyia flaveola
Elephantomyia flaveola är en tvåvingeart som beskrevs av Pierre 1924. Elephantomyia flaveola ingår i släktet Elephantomyia och familjen småharkrankar. Inga underarter finns listade i Catalogue of Life.